# Sins of Her Parent
Sins of Her Parent è un film muto del 1916 sceneggiato e diretto da Frank Lloyd. Basato su Pedigree, una storia originale di Tom Forman, il film fu prodotto dalla Fox Film Corporation e interpretato da Gladys Brockwell, William Clifford, Carl von Schiller, George Webb, Herschel Mayall.

## Trama
Disillusa dal suo matrimonio con Arthur Heatherway, un nobiluomo del Sud, Valerie Marchmont se ne va via da casa. Lasciata la loro bambina a una famiglia della Virginia, parte per l'Alaska, dove trova lavoro in una sala da ballo. Alcuni anni dopo, Adrian, la figlia, si innamora di Richard Carven. I due vogliono sposarsi, ma Robert Carven, il padre del giovane, si oppone a quel matrimonio a causa delle incerte origini della ragazza. Richard, allora, si reca in Alaska per rintracciare la madre di Adrian. Trova Valerie, ma viene ferito da Jim McNeil, il proprietario del saloon dove lavora la donna. Adrian e Robert giungono anche loro in Alaska per assistere Richard durante la convalescenza. Vedendo Valerie, Robert riconosce in lei la moglie del suo vecchio amico Arthur Heatherway. Ne consegue che Adrian è la figlia di Arthur, cosa che soddisfa il gentiluomo che ora acconsente alle nozze del figlio. La gioia per quella notizia viene incrinata dalla morte di Valerie e di Jim, il proprietario del saloon, che, ormai in rotta, finiscono per uccidersi a vicenda.

## Produzione
Il film fu prodotto dalla Fox Film Corporation.

## Distribuzione
Il copyright del film, richiesto da William Fox, fu registrato il 5 novembre 1916 con il numero LP9443.
Distribuito dalla Fox Film Corporation, il film uscì nelle sale cinematografiche statunitensi il 6 novembre 1916. Venne recensito da Wid's come Sins of the Parents (il titolo originale del soggetto, era Pedigree).
Non si conoscono copie ancora esistenti della pellicola che viene considerata presumibilmente perduta.